# Église Saint-Germain de Saint-Germain-Village
 (février 2017).
L'église Saint-Germain est une église catholique située à Saint-Germain-Village, en France.

## Localisation
L'église est située dans le département français de l'Eure, sur la commune de Saint-Germain-Village.

## Historique

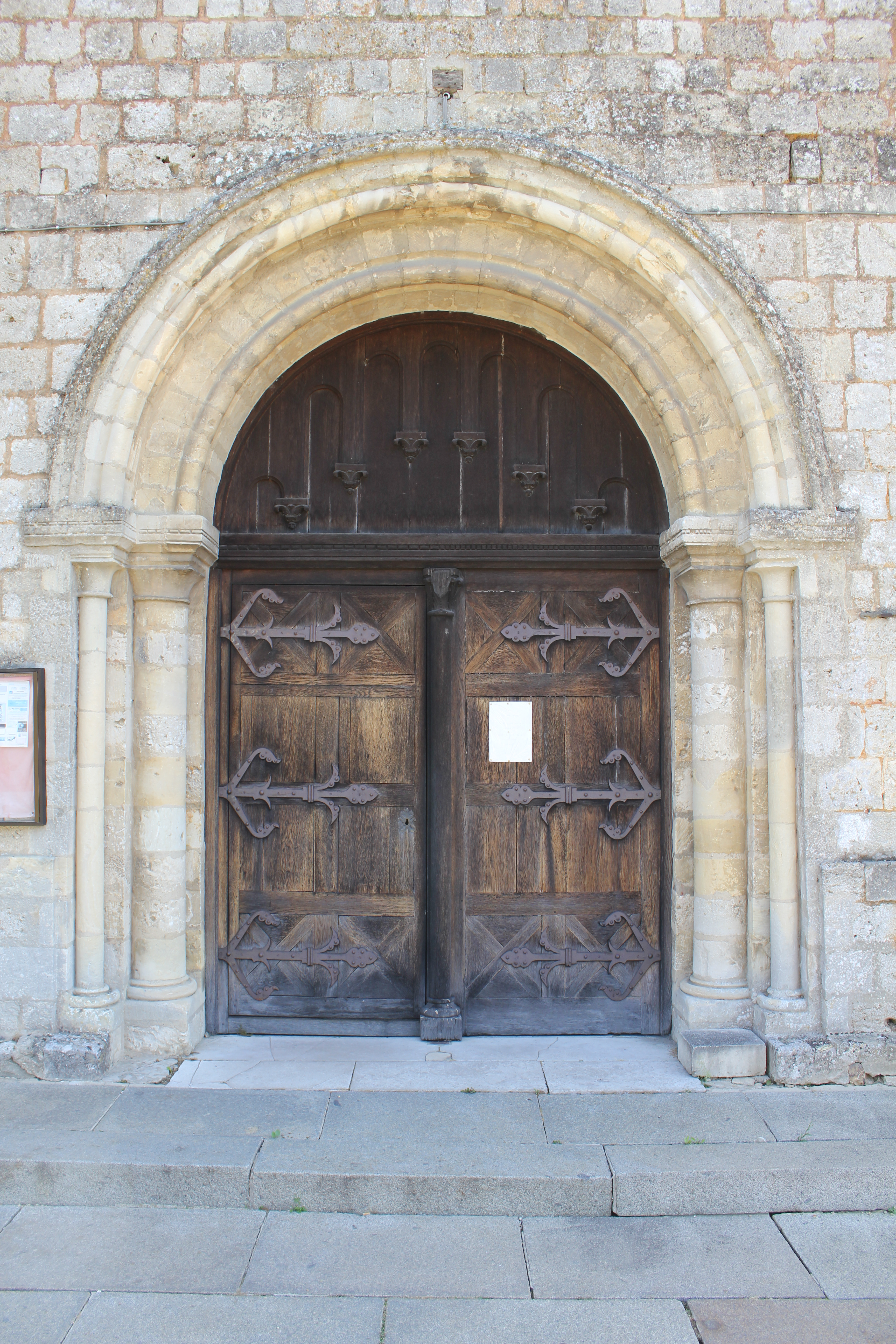
Portail à deux vantaux installé en 1899 provenant de l'église détruite Notre-Dame-du-Pré de Pont-Audemer.

L'église Saint-Germain est fondée au milieu du XIe siècle à la faveur de l'appropriation de la paroisse éponyme par l'abbaye de Préaux. Celle-ci y fait édifier une église de style roman comprenant une nef de 6 travées, un transept, une tour et un chœur flanqué d'absidioles.
Au cours des XIVe et XVe siècles, plusieurs interventions modifient la morphologie de l'église : la tour est reconstruite, l'absidiole sud est remplacée par une chapelle, l'abside centrale est détruite au profit d'un mur droit percé d'une vaste fenêtre à compartiment, l'extrémité des bras du transept est repercée, le chevet est reconstruit.
Durant la Révolution française, l'église est menacée de fermeture car la paroisse Saint-Germain doit être réunie à la paroisse Saint-Ouen de Pont-Audemer. L'opposition des habitants de Saint-Germain permet de garantir la pérennité et la survie de l'église qui subit à nouveau plusieurs interventions durant le XIXe siècle. La nef est réduite à trois travées en 1830. En 1877, le transept est reconstruit. La toiture de la nef est refaite en 1890. En 1899, grâce au classement de l'édifice au titre des monuments historiques en 1886, un nouveau portail roman provenant de l'église Notre-Dame-du-Pré de Pont-Audemer se greffe au bâti pour devenir la façade occidentale.
Pendant la Seconde Guerre mondiale, des bombardements endommagent l'église qui bénéficie des crédits de dommages de guerre pour la restauration de ses vitraux endommagés.

## Description
L'église est située sur un promontoire au centre de la commune de Saint-Germain-Village. L'édifice présente une nef à trois travées flanquées de bas-côtés, d'un transept, d'une tour à la croisée du transept, d'un chœur terminé par un chevet plat.

### Les modillons
Un des caractères remarquables de l'église Saint-Germain tient dans la présence sur les façades de l'édifice de 186 modillons qui ornent les corniches de la nef, des collatéraux, des deux bras du transept et de l'absidiole. Les modillons sont présentés dans un sens de lecture de l'ouest vers l'est, et de l'intérieur vers l'extérieur pour les bras du transept et l'absidiole.